# Paixão (filme de 1982)
Paixão  (Passion) é um filme de 1982 escrito e dirigido por Jean-Luc Godard. O roteiro também teve a participação de Jean-Claude Carrière.